# 24 novembre 1918
Le dimanche 24 novembre 1918 est le 328e jour de l'année 1918.

## Naissances
- Aleksandr Aniskine (mort le 20 février 1943), aviateur soviétique
- Krikor Hasratian (mort le 10 mai 2001), homme politique arménien

## Décès
- François Énault (né en mai 1869), poète, écrivain, dessinateur et peintre français
- Constant Moreau (né en 1888), écrivain français

## Autres événements
- Sortie du court métrage Fatty shérif réalisé par Roscoe Arbuckle
- La région de Syrmie est rattaché au Royaume de Serbie